# 吻状异尖眼蚤
吻状异尖眼蚤（学名：Disparalona rostrata）为盘肠蚤科异尖额蚤属的动物。分布于日本、瑞士、挪威、瑞典、芬兰、英国、法国、德国、俄罗斯、意大利、奥地利、美国以及中国大陆的广西、福建、浙江、江苏、江西、湖北、四川、山东、河北、辽宁、吉林、云南、内蒙古、青海、新疆等地，多见于湖泊沿岸和小的池沼中。